# Servisch-orthodox gymnasium Kantakuzina Katarina Branković

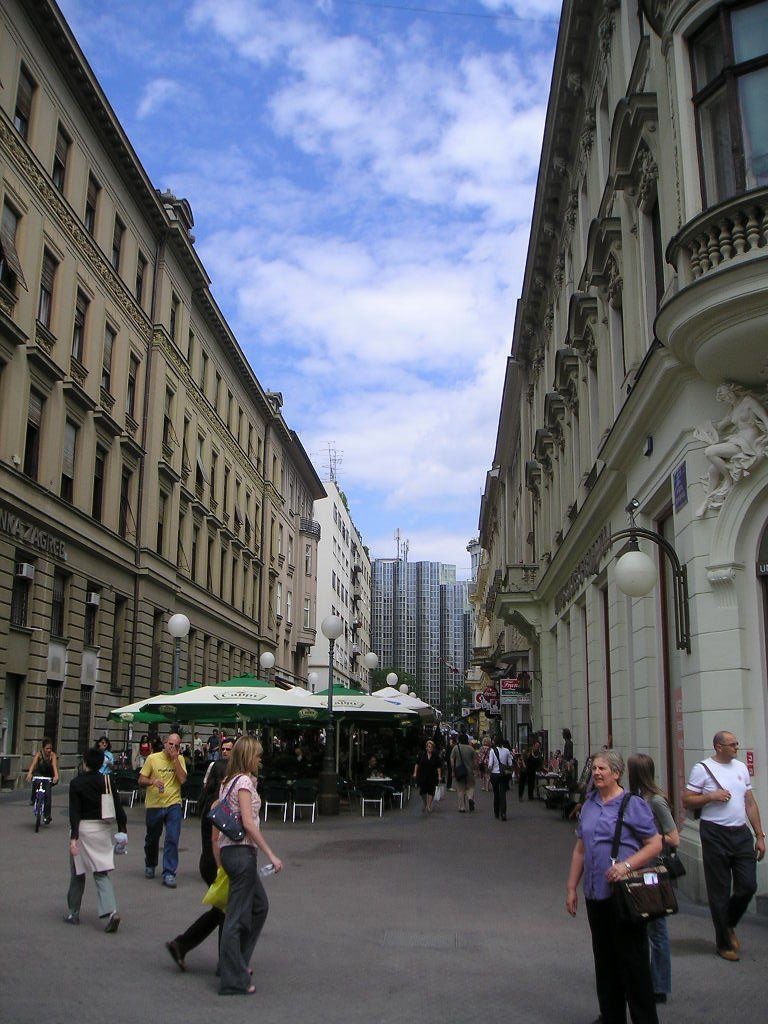
De Bogović-straat, waarin het gymnasium was gevestigd.

Het Servisch-orthodox gymnasium Kantakuzina Katarina Branković (Kroatisch: Srpska pravoslavna opća gimnazija Kantakuzina Katarina Branković; Servisch: Српска православна општа гимназија Кантакузина Катарина Бранковић) is een middelbare school in Zagreb, de hoofdstad van Kroatië.
Het gymnasium werd geopend in het schooljaar 2005/2006 en volgde daarmee een eeuwenoude traditie van onderwijs aan de orthodoxe minderheid (Serviërs) in de stad. Er wordt onderwijs gegeven in het Servisch en/of Kroatisch.
De scholieren die worden aangenomen, genieten gratis onderwijs, de kosten worden namelijk vergoed door de Servisch-Orthodoxe Kerk in Kroatië. Leerlingen komen uit Kroatië, Servië, Bosnië en Herzegovina en Moldavië, uit 30 verschillende steden en gemeenten. De scholieren kunnen vervolgopleidingen doen in landen waar Kroatische diploma's worden erkend.
In het schooljaar 2011/2012 verhuisde het gymnasium naar een nieuwe campus die 8 miljoen euro gekost heeft.